# Eastern Connecticut State University
Eastern Connecticut State University (Eastern) je veřejná, koedukovaná univerzita svobodných umění.

## Historie
Byla založena roku 1889 jako Willimantic State Normal School. Jednalo se o instituci, jejímž jediným cílem bylo vyškolit učitele. První ročník navštěvovalo 13 studentek; první mužský student byl zapsán roku 1893.
Roku 1890 převedlo město Windham 6 akrů (24 000 m2) půdy státu Connecticut. Stát se rozhodl tuto půdu využít pro výstavbu školy. Výstavba nového, většího zařízení byla dokončena roku 1895. V září 1921 škola otevřela svou první kolej Burr Hall, která existuje dodnes. Roku 1937 Willimantic State Normal School začala nabízet čtyřleté studium a udělení titulu Bakaláře umění a stala se Willimantic State Teachers College.
Roku 1958 škola založila absolventský program (v oblasti vzdělávání). Roku 1967 škola rozšířila své zaměření a byla přejmenována na Eastern Connecticut State College. Roku 1983 se oficiálně stala Eastern Connecticut State University, neboť nabídla stále se rozšiřující řadu bakalářských a magisterských programů.

## Přehled oborů
- Účetnictví
- Biochemie
- Biologie
- Podniková ekonomika
- Manažerský informační systém
- Komunikace
- Matematická informatika
- Předškolní vzdělávání
- Ekonomika
- Základní vzdělání
- Angličtina
- Životní prostředí Země
- Finance
- Obecná studie
- Zdravotní vědy
- Historie
- Historie a společenské vědy
- Svobodné studie
- Pracovněprávní vztahy a lidské zdroje
- Matematika
- Hudba
- Studie nových médií
- Filosofie
- Tělesná výchova
- Psychologie
- Politologie
- Středoškolské vzdělání
- Sociální práce
- Sociologie
- Španělština
- Řízení sportu a volného času
- Divadlo
- Výtvarné umění
- Antropologie
- Dějiny umění
- Asijská studia
- Terénní astronomie a veřejná prezentace
- Koučování
- Módní design
- Kriminologie
- Digitální umění a design
- Filmová studia
- Francouzština
- Herní design
- Geografický informační systém
- Zeměpis
- Geomorfologie
- Zdraví
- Zdravotní péče
- Hydrogeologie
- Latinskoamerická studia
- Studie Nové Anglie
- Mír a lidská práva
- Fyzikální vědy
- Studie udržitelné energie
- Studie žen
- Světové jazyky
- Psaní

## Významní absolventi
- Chimamanda Ngozi Adichie – nigerijská spisovatelka
- Christopher Coutu – důstojník vojenské národní stráže
- Jonathan Alpert – americký psychoterapeut
- William A. Cugno – americký generálmajor
- William Kelly – zástupce ředitele půjčky cenných papírů Bank New York Mellon
- Edward Gaffney – Michiganský státní zástupce
- David W. Gay – americký generálmajor
- Victoria Leigh Soto – učitelka zabitá roku 2012
- Susan Wilson – americká spisovatelka